# Def & Def
Albums par Vanilla Beans
Vanilla Beans
(25 février 2009) Vanilla Beans II
(20 juillet 2011)
Compilations par Vanilla Beans
— VaniBest
(22 sept. 2010)
Def & Def (termes anglais ; officiellement écrit en occidental sur la couverture de l'album) est le premier mini album du duo féminin japonais Vanilla Beans, sorti en 2010.

## Détails de l'album
Il sort le 19 mai 2010 en une seule édition sous le sous-label de Tokuma Japan Communications, FLOWER LABEL, il atteint la 79e place des classements hebdomadaires des ventes de l'Oricon et s'est vendu à 1 155 exemplaires durant la première semaine de vente.
Cet album ne contient pas de singles, en revanche six chansons inédites dont une D & D (et sa version remixée) qui a été utilisée comme spot publicitaire pour déodorant de marque D&D. Les membres du groupe font leur apparition dans la vidéo publicitaire, ainsi que la chanson avec les paroles modifiées spécialement pour la publicité.

## Formation
- Rena
- Lisa

## Liste des titres
| 1. | D & D                                                           | 4:09 |
| 2. | DANZEN! Futari wa Precure (Ver. Max Heart) (ふたりはプリキュア) |      |
| 3. | Happy☆Material (ハッピー☆マテリアル)                            |      |
| 4. | D & D (Doki Doki Mix)                                           |      |
| 5. | Fushigi-iro Happiness (不思議色ハピネス)                        | 3:35 |
| 6. | LALALA ~Kuchibiru ni Negai wo Komete~ (くちびるに願いをこめて)  |      |